# Église Saint-Antonin de Bussy-le-Grand
L'église Saint-Antonin est située sur la commune de Bussy-le-Grand, dans le département de la Côte-d'Or, en France.

## Localisation
L'église avec cimetière attenant se trouve à l'ouest de la mairie et au centre du village.

## Historique
Cette église romane a été initiée au deuxième quart du XIIe siècle.
La sacristie a été bâtie en 1555 et le chœur reconstruit au XIXe siècle. L'abside a été prolongée par une chapelle édifiée entre 1834 et 1840.
Trois tranches de travaux concernant les toitures, les intérieurs et la façade se sont déroulées de 1968 à 1976.
L'édifice est classé en totalité au titre des monuments historiques par arrêté du 30 juin 1915. Le cimetière entourant l'église a été classé par arrêté du 21 février 1931.

## Description
De remarquables chapiteaux sculptés ornent la nef, laquelle est voûtée en berceau brisé avec des collatéraux couverts de voûtes d'arêtes. Des poutres en bois transversales visibles sous la voûte de la nef ont été ajoutées pour conforter l'édifice.
Les douze chapiteaux sont sculptés de décors figuratifs, animaux et végétaux.
Au moins un vitrail représentant saint Antonin serait dû à l'atelier de Paul Louzier.

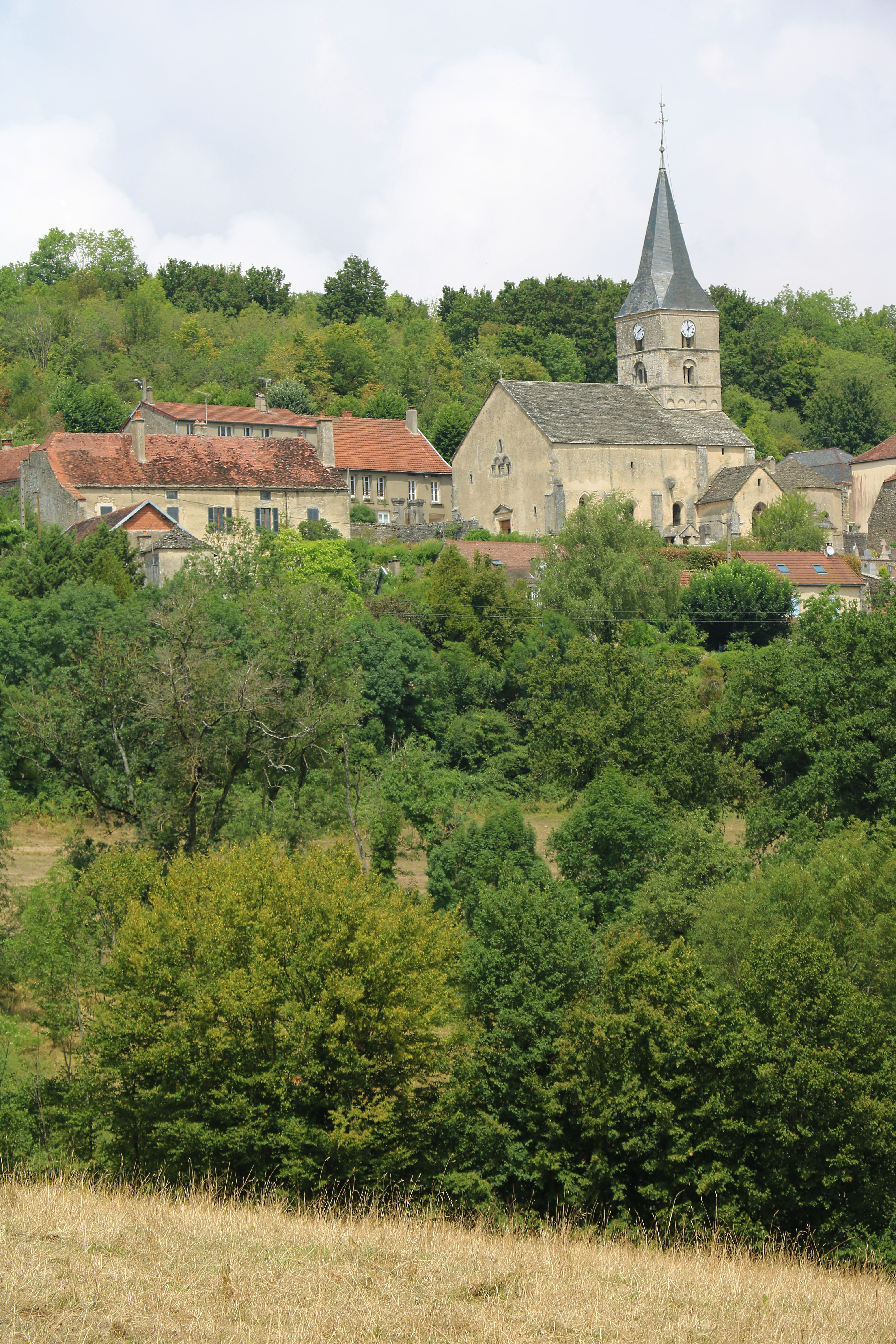
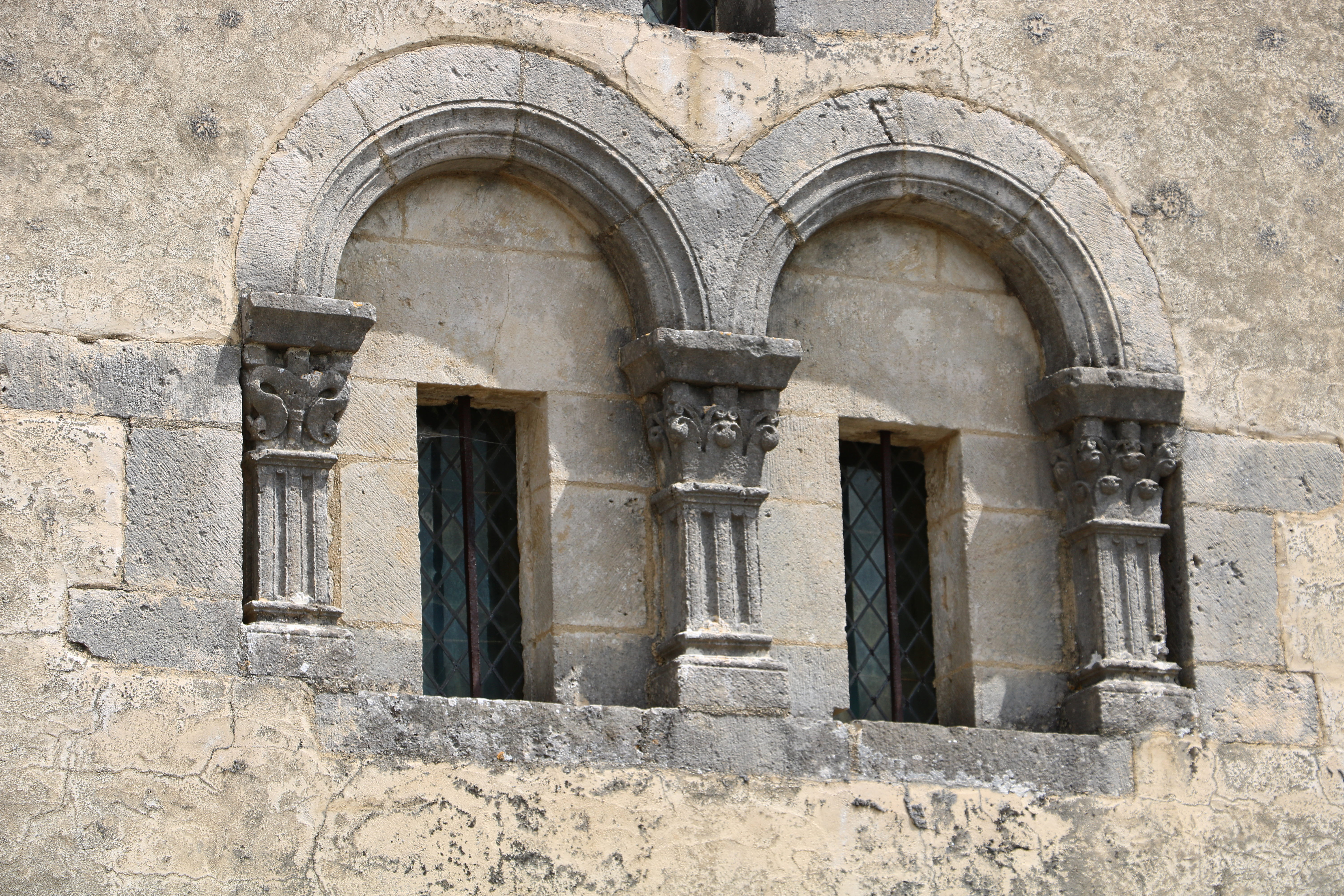
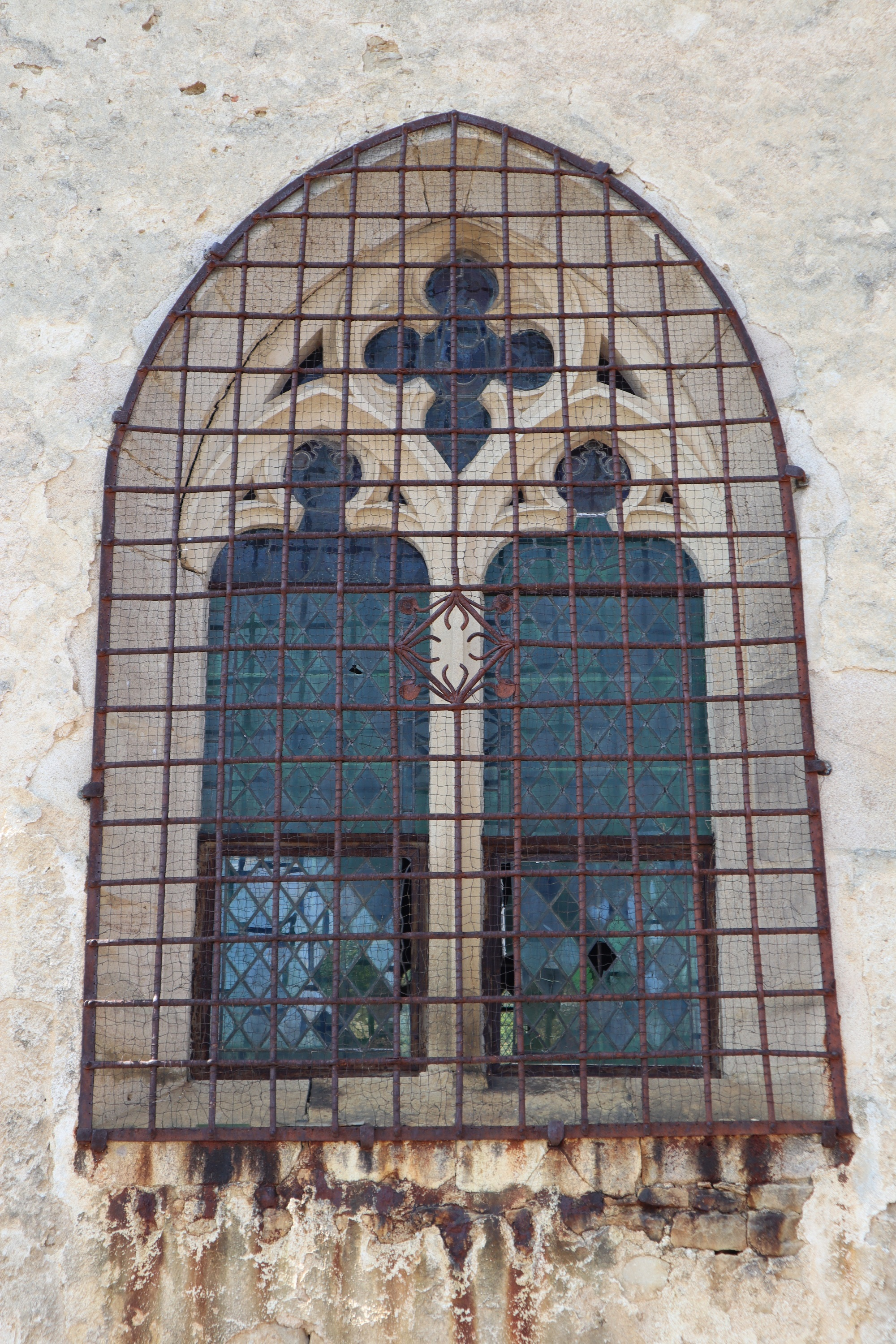
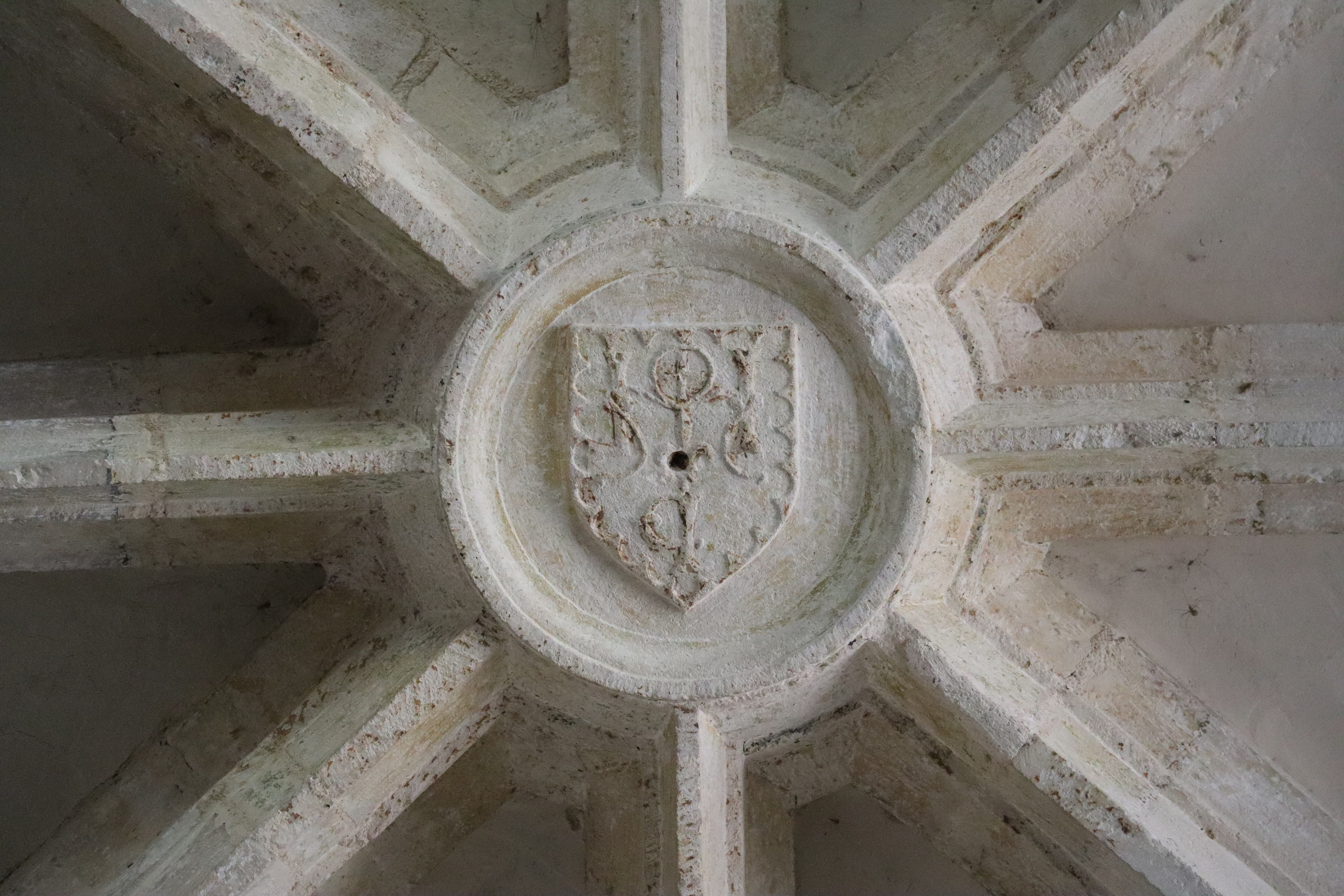
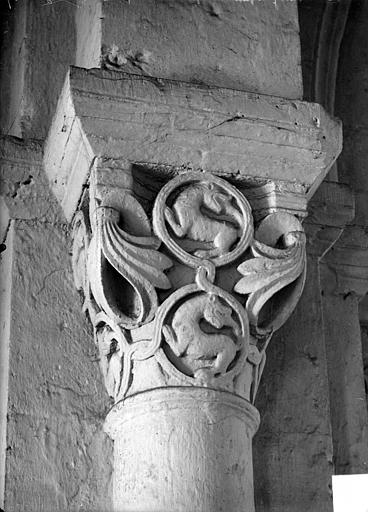
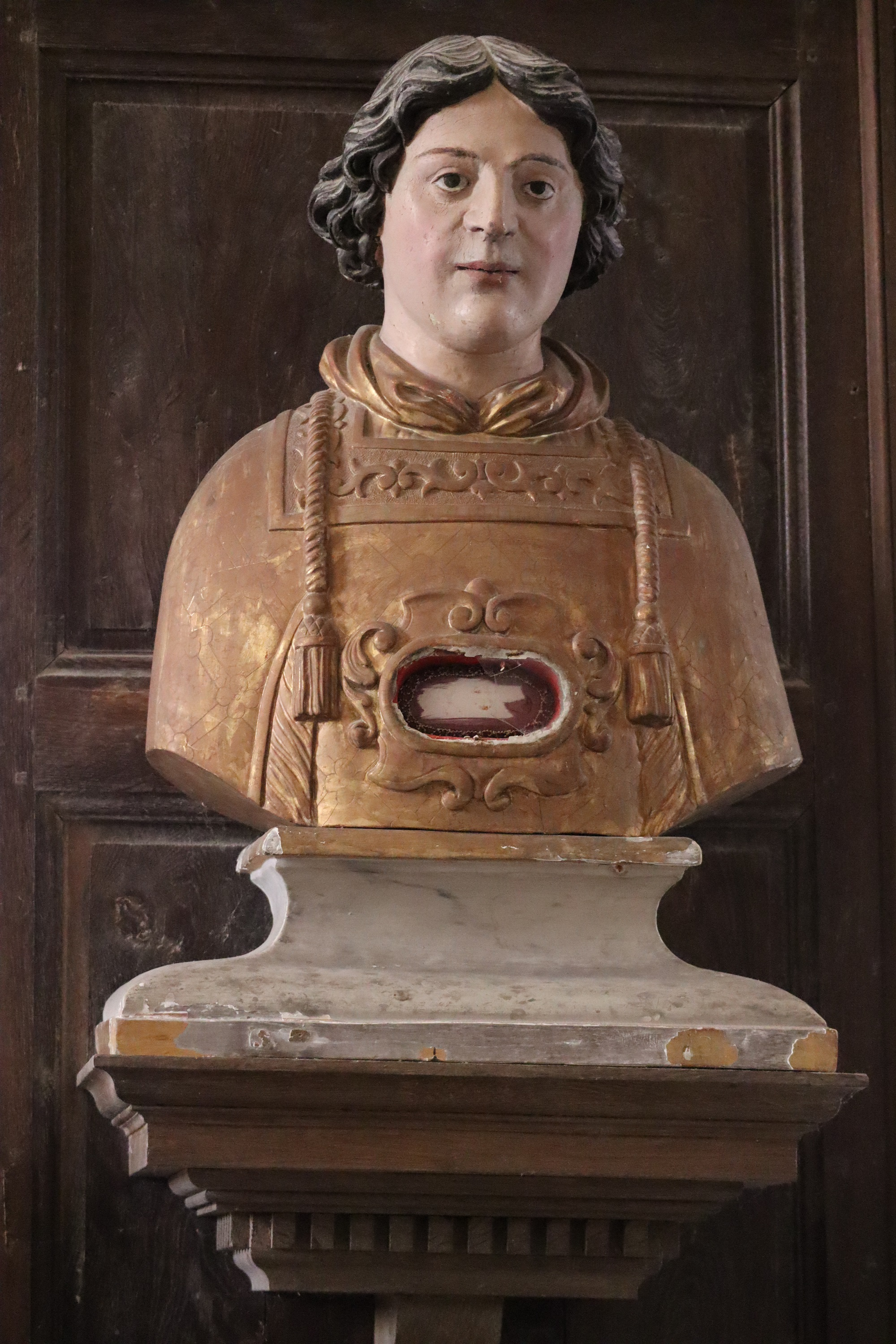
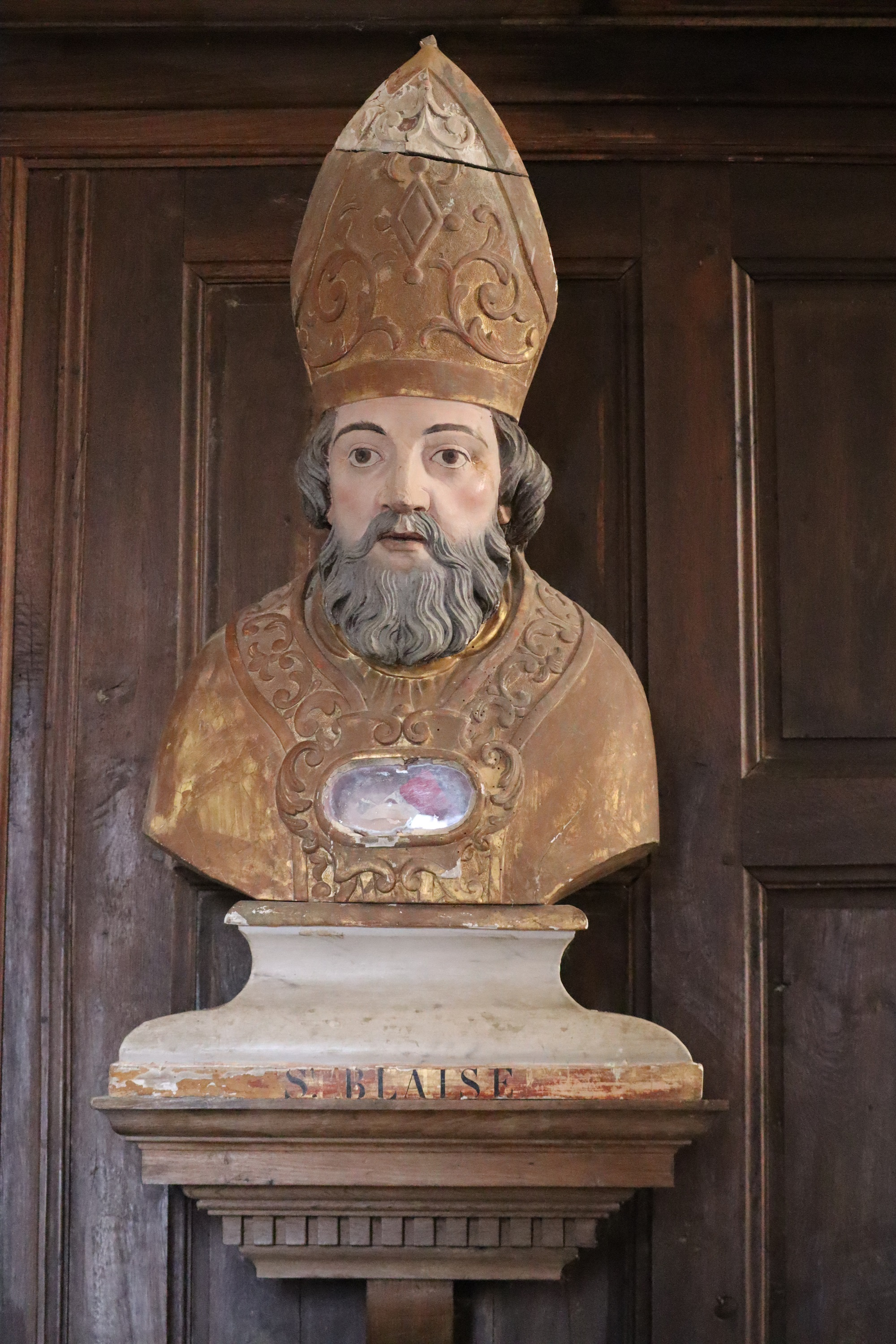
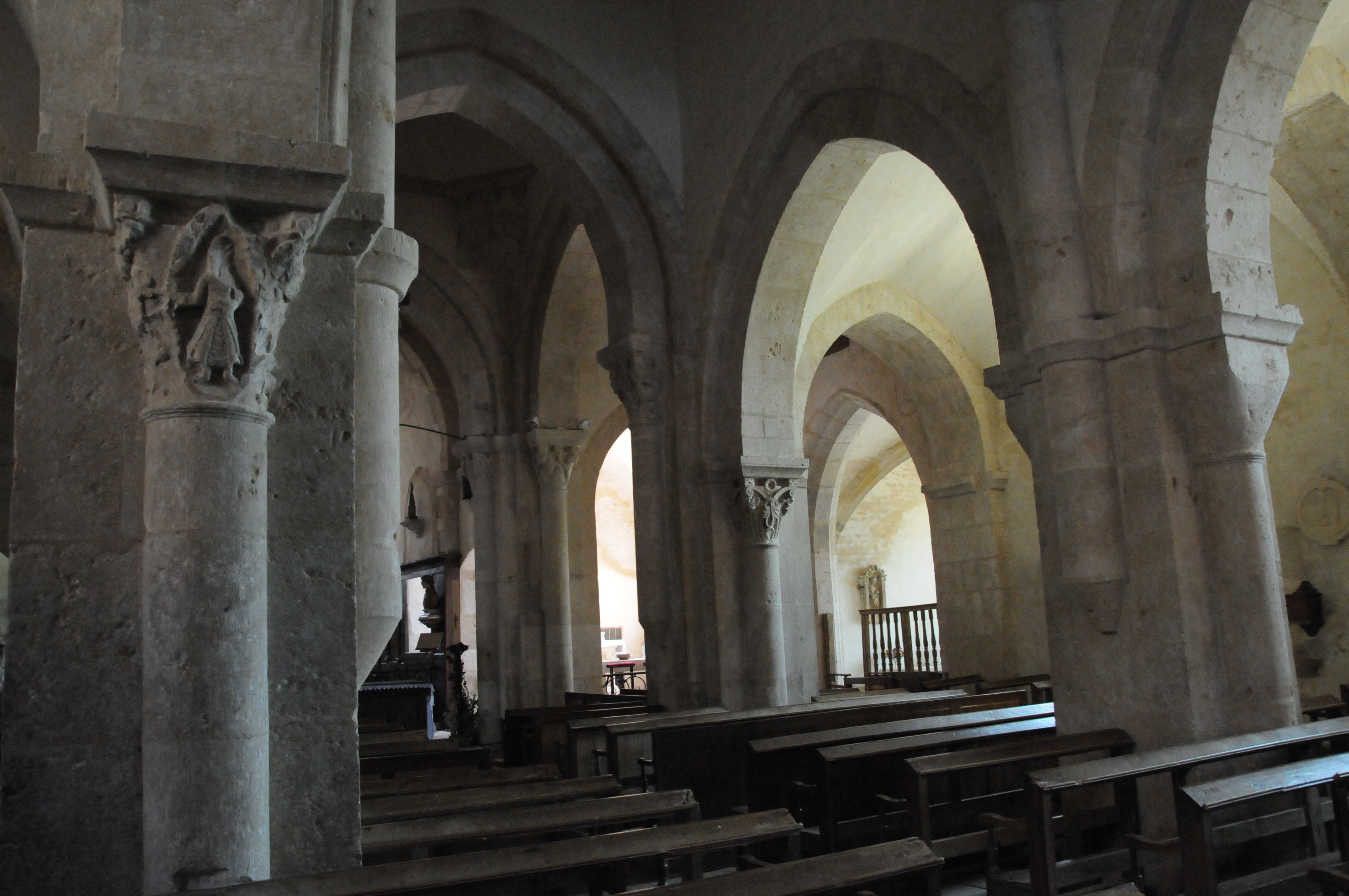

## Mobilier
Parmi d'autres objets, une croix de sacristie et deux bras-reliquaires sont inscrits dans la base Palissy.

## Valorisation du patrimoine
Des animations musicales et des visites sont organisées dans l'église.